# Olga da Grécia e Dinamarca
Olga da Grécia e Dinamarca (grego: Πριγκίπισσα Όλγα της Ελλάδας και Δανίας) (11 de junho de 1903 - 16 de outubro de 1997) foi uma neta do rei Jorge I da Grécia e esposa do último príncipe-regente da Jugoslávia, o príncipe Paulo da Jugoslávia.

## Primeiros anos
A princesa Olga nasceu no Palácio de Tatoi, na Grécia, em 11 de junho de 1903. Era filha do príncipe Nicolau da Grécia e Dinamarca, o terceiro filho do rei Jorge I da Grécia e da grã-duquesa Helena Vladimirovna da Rússia, neta do csar Alexandre II da Rússia. A família foi forçada ao exilo quando ela tinha apenas onze anos, após o fim da Monarquia Grega. A família mudou-se para Paris, embora Olga e as irmãs também passassem alguns períodos de tempo com outros familiares por toda a Europa.

## Casamento e Descendência
Olga casou-se em Belgrado, dia 22 de outubro de 1923 com príncipe Paulo da Jugoslávia, o regente após o assassinato do rei Alexandre I da Iugoslávia. Tiveram três filhos:
1. Alexandre da Jugoslávia (13 de agosto de 1924 -), casado com a princesa Maria Pia de Sabóia, filha do rei Humberto II da Itália; com descendência. Casado depois com a princesa Bárbara do Liechtenstein; com descendência.
2. Nicolau da Jugoslávia (29 de junho de 1928 – 12 de abril de 1954), morreu aos vinte-e-cinco anos de idade num acidente de viação; sem descendência.
3. Isabel da Jugoslávia (17 de abril de 1936-), casada primeiro com Howard Oxenberg; com descendência. Casada depois com Neil Balfour; com descendência. Casada por fim com Manuel Ulloa Elías; sem descendência. Foi candidata a presidente da Jugoslávia.

Através da sua filha Isabel, Olga é avó da atriz Catherine Oxenberg.

## Títulos
- 11 de junho de 1903 - 22 de outubro de 1923: Sua Alteza Real princesa Olga da Grécia e Dinamarca
- 22 de outubro de 1923 - 16 de outubro de 1997: Sua Alteza Real princesa Olga da Iugoslávia

## Genealogia
| Olga da Grécia e Dinamarca | Pai: Nicolau da Grécia e Dinamarca | Avô paterno: Jorge I da Grécia                | Bisavô paterno: Cristiano IX da Dinamarca                       |
| Olga da Grécia e Dinamarca | Pai: Nicolau da Grécia e Dinamarca | Avô paterno: Jorge I da Grécia                | Bisavó paterna: Luísa de Hesse-Cassel                           |
| Olga da Grécia e Dinamarca | Pai: Nicolau da Grécia e Dinamarca | Avó paterna: Olga Constantinovna da Rússia    | Bisavô paterno: Constantino Nikolaevich da Rússia               |
| Olga da Grécia e Dinamarca | Pai: Nicolau da Grécia e Dinamarca | Avó paterna: Olga Constantinovna da Rússia    | Bisavó paterna: Alexandra Iosifovna                             |
| Olga da Grécia e Dinamarca | Mãe: Helena Vladimirovna da Rússia | Avô materno: Vladimir Alexandrovich da Rússia | Bisavô materno: Alexandre II da Rússia                          |
| Olga da Grécia e Dinamarca | Mãe: Helena Vladimirovna da Rússia | Avô materno: Vladimir Alexandrovich da Rússia | Bisavó materna: Maria Alexandrovna (Maria de Hesse-Darmstadt)   |
| Olga da Grécia e Dinamarca | Mãe: Helena Vladimirovna da Rússia | Avó materna: Maria Pavlovna da Rússia         | Bisavô materno: Frederico Francisco II de Mecklemburgo-Schwerin |
| Olga da Grécia e Dinamarca | Mãe: Helena Vladimirovna da Rússia | Avó materna: Maria Pavlovna da Rússia         | Bisavó materna: Augusta de Reuss-Köstritz                       |